# 남인수
남인수(南仁樹, 1918년 10월 18일~1962년 6월 26일)는 일제강점기 시기와 대한민국의 가수이다.

## 학력
- 진주제2소학교 졸업
- 진주고등보통학교 중퇴

## 생애
- 1918년 경상남도 진주에서 출생했다.
- 처음 이름은 최창수(崔昌洙), 강문수(姜文秀)이다.
- 학력은 1932년 진주 봉래초등학교를 졸업했음이 일제시대 학적부[2]를 통해 확인된다. 남인수는 가수로 데뷔하면서 작사가 강사랑이 지어준 예명이다.

- 남인수의 친모 장하방은 처음 최씨 집안(진주시 미천면 미곡리)으로 출가하였으나 남편의 사망으로 진주 하촌동 드무실에 사는 강영태의 소실로 들어가 낳은 아이가 강문수(예명 남인수)이다.[3]

- 다소 불우한 유년 시절과 청소년 시절을 보냈다는 정도로 알려져 있다.
- 현재 남인수의 가족은 미국에 살고있는데 그간 진주의 강씨집안과는 교류가 없었다.
- 이는 남인수의 어린시절이 힘들었기 때문이었을 것으로 강씨집안에서는 추정한다.
- 현재 진주 강씨집안과 남인수 전승 보전회에서 진주시 하촌동에 있는 강씨집안 묘지에 남인수의 묘를 이장하여 단장하고 관리하고 있다.

- 남인수 묘소 근처에 진주시에서 설치한 작은 정자가 있는데 정자의 이름이 '문수정'이다.
- 남인수의 본명인 '강문수'의 이름을 딴 것이다.

- 1936년 당시 9세의 소년 시인이었던 김상화 작가의 시에 곡을 붙인〈눈물의 해협〉으로 가요계에 데뷔하였고, 1938년 데뷔곡을 이부풍이 개사한 〈애수의 소야곡〉이 공전의 히트를 기록한 이후 약 20여 년간 타고난 미성으로 최고의 인기를 누리며 〈물방아 사랑〉, 〈꼬집힌 풋사랑〉, 〈감격시대〉, 〈항구의 청춘시(靑春詩)〉, 〈울며 헤진 부산항〉, 〈서귀포 칠십리〉, 〈청노새 탄식〉, 〈낙화유수〉,〈남아일생〉,〈일가 친척〉;〈가거라 삼팔선〉,〈달도 하나 해도 하나〉, 〈청춘 무성〉, 〈고향의 그림자〉, 〈고향은 내 사랑〉, 〈이별의 부산정거장〉, 〈청춘 고백〉, 〈추억의 소야곡〉, 〈산유화〉, 〈울리는 경부선〉,〈무너진 사랑탑〉등 많은 히트곡을 남겼다.
- 약 1천곡 가까운 노래를 불렀고, "가요 황제"라는 별명으로 불릴 만큼 대중적인 인기를 얻었다. 대개 청춘의 애틋한 사랑과 인생의 애달픔, 유랑의 슬픔 등을 그린 노래였다.

- "운다고 옛사랑이 오리오마는"이라는 가사로 시작하는 대표곡 〈애수의 소야곡〉은 시에론레코드에서 취입한 데뷔곡으로 큰 반응을 얻지 못했던〈눈물의 해협〉의 가사를 바꿔 다시 부른 노래였다.
- 남인수는 시에라레코드의 박영호, 박시춘을 통해 가수로 데뷔했다가 오케레코드에서 스타가 되었다.
- 이 당시 남인수의 등장은 '백년에 한번 나올까 말까한 미성의 가수 탄생'으로 크게 선전되었다.

- 남인수는 음역이 넓고 감정 표현도 풍부하여 가수로서의 천부적인 재질을 갖고 있었다.
- 목소리가 옹골찬 미성인데다 음높이와 발음이 정확하여 고음 처리에 강점을 보였다.
- 남인수의 등장으로 채규엽, 고복수, 강홍식 등 이전 세대 인기 가수의 시대가 저물고 가요계의 새로운 판도를 열었다고 평가될 정도로 큰 영향을 끼쳤다.

- 일제강점기 말기에 백년설, 박향림과 함께 부른 〈혈서지원〉을 비롯하여 〈그대와 나〉, 〈아들의 혈서〉 등 태평양 전쟁을 지원하는 강제 동원 가요를 군국 일제에 의해 취입하였다.[4]

- 이러한 행적으로 인해 2008년에 발표된 민족문제연구소의 친일인명사전 수록예정자 명단의 음악 부문에 선정되었다.
- 친일반민족행위진상규명위원회에서는 남인수를 백년설과 함께 《일제강점하 반민족행위 진상규명에 관한 특별법》에 명시된 친일반민족행위 결정 심의 대상자 명단에 올렸지만 대중 가수가 갖고 있던 당시의 사회적 위상이 상대적으로 낮았다는 사실이 인정되어 기각했다.[5]

- 동료 가수 이난영과의 로맨스가 유명하다.[6]
- 이난영은 원래 작곡가 김해송의 부인이었으나 한국 전쟁 때 남편이 실종되면서 남인수의 도움으로 김해송이 운영하던 악단을 운영했다.
- 1962년 남인수가 폐결핵으로 사망할 때까지도 이난영이 간호해 주었다.

- 1962년 7월에 폐결핵으로 결국 세상을 떠났고, 사망 전 한국연예인협회 부이사장, 대한가수협회 회장 등을 지냈고, 장례식은 연예협회장으로 치러졌다.
- 진주의 생가가 문화재로 지정[7] 되어 있고[8], 동상과 노래비도 세워져 있다.[9]

- 진주시가 주최하는 예술제에 포함된 남인수가요제 개최를 시민단체가 남인수의 친일 경력을 들어 반대하는 등 여러 차례 논란이 있었다.[10][11]

- 주요 노래로는 "낙화유수", "가거라 삼팔선", "추억의 소야곡", "애수의 소야곡", "이별의 부산정거장" 등과 함께 1949년 9월 1일에 대한민국 최초로 금지곡이 된 여순사건을 다룬 "여수야화"가 있다.

## 참고자료
- 강옥희,이영미,이순진,이승희 (2006년 12월 15일). 《식민지시대 대중예술인 사전》. 서울: 소도. 97~99쪽쪽. ISBN 978-89-90626-26-4.